# Contea di Montgomery (Iowa)
La contea di Montgomery (in inglese Montgomery County) è una contea dello Stato dell'Iowa, negli Stati Uniti. La popolazione al censimento del 2000 era di 11 771 abitanti. Il capoluogo di contea è Red Oak.